# My Way (album Usher)
My Way è il secondo album del cantante R&B Statunitense Usher, pubblicato nel 1997.

## Tracce
1. You Make Me Wanna
2. Just Like Me (feat. Lil' Kim)
3. Nice and Slow
4. Slow Jam (feat. Monica Arnold)
5. My Way
6. Come Back
7. I Will
8. Bedtime
9. One Day You'll Be Mine
10. You Make Me Wanna (Extended Version)